# Eunidia raffrayi
Eunidia raffrayi är en skalbaggsart som beskrevs av Stefan von Breuning 1970. Eunidia raffrayi ingår i släktet Eunidia och familjen långhorningar. Inga underarter finns listade i Catalogue of Life.